# كولومبيا (حاسوب فائق)
كولومبيا هو حاسوب فائق تم بناءه من قبل سيليكون جرافيكس لناسا. تم تنصيبه في وحدة الحوسبة الفائقة المتقدمة الخاصة بناسا عام 2004.